# Aleksiej Kozłow (1904–1992)
Aleksiej Iwanowicz Kozłow (ros. Алексей Иванович Козлов, ur. 1904 we wsi Bielkowo w obwodzie moskiewskim, zm. 7 października 1992 w Moskwie) – radziecki działacz państwowy i partyjny.

## Życiorys
Od 1926 był członkiem WKP(b), a od 1928 etatowym funkcjonariuszem partyjnym, 1932-1933 studiował w Akademii Przemysłowej im. Kaganowicza, później był słuchaczem Wyższej Szkoły Partyjnej przy KC WKP(b). Od 1939 szef moskiewskiego obwodowego zarządu hodowli koni, potem do 1940 szef moskiewskiego obwodowego oddziału rolniczego, od 1940 szef Inspekcji Ludowego Komisariatu Rolnictwa ZSRR. Podczas wojny z Niemcami żołnierz Armii Czerwonej, w 1943 ranny, w latach 1943-1946 instruktor Wydziału Rolnego KC WKP(b), 1946-1948 kierownik sektora Zarządu ds. Weryfikacji Organów Partyjnych KC WKP(b). Od 1950 do sierpnia 1953 II sekretarz Komitetu Obwodowego WKP(b)/KPZR w Czycie, od sierpnia 1953 do kwietnia 1955 przewodniczący Komitetu Wykonawczego Czytyjskiej Rady Obwodowej, od 1955 do 13 kwietnia 1961 I sekretarz Komitetu Obwodowego KPZR w Czycie, od 25 lutego 1956 do 17 października 1961 zastępca członka KC KPZR, od 1961 na emeryturze. Deputowany do Rady Najwyższej ZSRR 5 kadencji (1958-1962). Pochowany na Cmentarzu Kuncewskim w Moskwie.

## Odznaczenia
- Order Lenina
- Order Czerwonego Sztandaru Pracy
- Order Wojny Ojczyźnianej II klasy